# Гурванбулаг
Гурванбулаг (монг.: Гурванбулаг) сомон в Баянхонгорському аймаці Монголії. Територія 4,4 тис. км²., населення 2,8 тис. чол.. Центр – селище Хувийн ам розташовано на відстані 850 км від Улан-Батора, 244 км від Баянхонгора. Школа, лікарня, торговельно-культурні центри, турбаза.

## Клімат
Клімат різкоконтинентальний. Середня температура січня -25 градусів, липня +16, щорічна норма опадів 350 мм.

## Рельєф
Гори Хангайського хребта (2700-3850 м.) Протікають річка Шар-ус та її притоки, озера Биндер’я.

## Корисні копалини
Наявні запаси залізної руди, дорогоцінних каменів, міді.

## Тваринний світ
Гірські барани, козулі, сніжні барси, лисиці, вовки.